# Åsbo kontrakt
Åsbo kontrakt var ett kontrakt i Lunds stift inom Svenska kyrkan. Kontraktet införlivade 2020 en del av pastoraten och församlingarna från Luggude kontrakt och namnändrades samtidigt till Luggude-Åsbo kontrakt.
Kontraktskoden är 0713. 

## Administrativ historik
Kontraktet, vars två delar omnämns från 1500-talet, bildades 1962 av större delen av Norra Åsbo kontrakt som från 1856 omfattade:
- Östra Ljungby församling
- Källna församling som 1977 uppgick i Östra Ljungby församling
- Klippans församling som före 1945 benämndes Gråmanstorps församling
- Vedby församling som 2006 uppgick i Klippans församling
- Riseberga församling som 2010 uppgick i Riseberga-Färingtofta församling
- Färingtofta församling som 2010 uppgick i Riseberga-Färingtofta församling
- Perstorps församling
- Oderljunga församling som 1971 uppgick i Perstorps församling
- Örkelljunga församling
- Rya församling
- Skånes-Fagerhults församling
- Össjö församling som 1974 överfördes till Bjäre kontrakt
- Tåssjö församling som 1962 överfördes till Bjäre kontrakt
- Munka-Ljungby församling som 1962 överfördes till Bjäre kontrakt
- Ängelholms församling som 1962 överfördes till Bjäre kontrakt

huvuddelen av Södra Åsbo kontrakt som från 1785 omfattade
- Björnekulla församling som 2002 uppgick i Björnekulla-Västra Broby församling
- Västra Broby församling som 2002 uppgick i Björnekulla-Västra Broby församling
- Kvidinge församling
- Västra Sönnarslövs församling som 2006 uppgick i Klippans församling
- Höja församling som 1962 överfördes till Bjäre kontrakt
- Starby församling som 1998 uppgick i Strövelstorps församling
- Ausås församling som 1998 uppgick i Strövelstorps församling
- Strövelstorps församling som vid en tidpunkt efter 1998 och senast 2003 överfördes till Bjäre kontrakt
- Norra Vrams församling som 22 maj 1891 överfördes till Luggude kontrakt
- Bjuvs församling som 22 maj 1891 överfördes till Luggude kontrakt

## Kontraktsprostar
- 2005 var Alf Fors kontraktsprost, då kyrkoherde i Kvidinge pastorat
- Sedan 2019 är Ola Johansson kontraktsprost. Han är kyrkoherde i Örkelljunga församling.